# Площа Соборна (Львів)
Пло́ща Собо́рна — площа в історичному центрі Львова, у Галицькому районі міста. Розташована між площею Галицькою та початком вулиць Винниченка та Івана Франка.

## Історія та назва
Уперше згадується у 1650 році як Бернардинська площа — найімовірніше через Бернардинський монастир. Якщо врахувати, що костел та монастир було закладено біля південно-східного наріжника міських фортифікацій ще у 1460 році львівським старостою Анджеєм Одровонжем, то назва з'являється лише після відкриття нового кам'яного костелу (1600—1630). Згодом монастир був укріплений мурами та вежами і став складовою частиною оборонної системи Львова. Після того Глинянська дорога, що до того проходила від Галицької брами вздовж південного краю міських укріплень, змушена була обходити Бернардинський монастир, перед яким виник великий майдан, від якого, крім Глинянського тракту, відгалуджувався ще й Волоський шлях, що прямував нинішніми вулицями Франка та Зеленою до Волощини. На початку XIX століття великий майдан, що виник на місці розібраних австрійцями південних укріплень Бернардинського монастиря почав забудовуватися.
Декілька кам'яниць на площі було збудовано єврейською громадою Львова з частини цеглин, отриманих після розбирання Низького замку міста 1802 року. У 1860-х роках площу впорядкували. Ратуша виділила фірмі «Енд і Горн» місце під забудову ринку (Галицький ринок), який відкрили у 1876 році. З часом ринок оточили будинки і він дещо змінив вигляд, але конструкції навісів над торговими столами частково збереглися досі. Сьогодні все ще можна бачити залишки мурів у сквері на пл. Соборній, які були розібрані у XIX столітті. На площі розташована барокова колона святого Яна з Дуклі, встановлена у XVII столітті.
Між сучасними площею Соборною та вулицею Франка ще наприкінці XIX століття розбили невеличкий сквер з лавочками, який незмінним зберігся дотепер, а навпроти вул. Пекарської знаходилася криниця. За німецької окупації Львова — Бернгардпляц. У жовтні-грудні 1945 року площа називалася Черняховського. У 1946 році площі надали назву Возз'єднання — на честь так званого приєднання Західної України до Української РСР у вересні-листопаді 1939 року внаслідок пакту Молотова — Ріббентропа. Від 1993 року площа має назву Соборної — на честь Акту Злуки Західноукраїнської Народної Республіки та Української Народної Республіки, який був проголошений 22 січня 1919 року на Софійській площі у Києві.

## Забудова
В архітектурному ансамблі площі Соборної переважають класицизм та історизм. Переважна більшість будинків на площі Соборній внесені до Реєстру пам'яток архітектури місцевого значення.

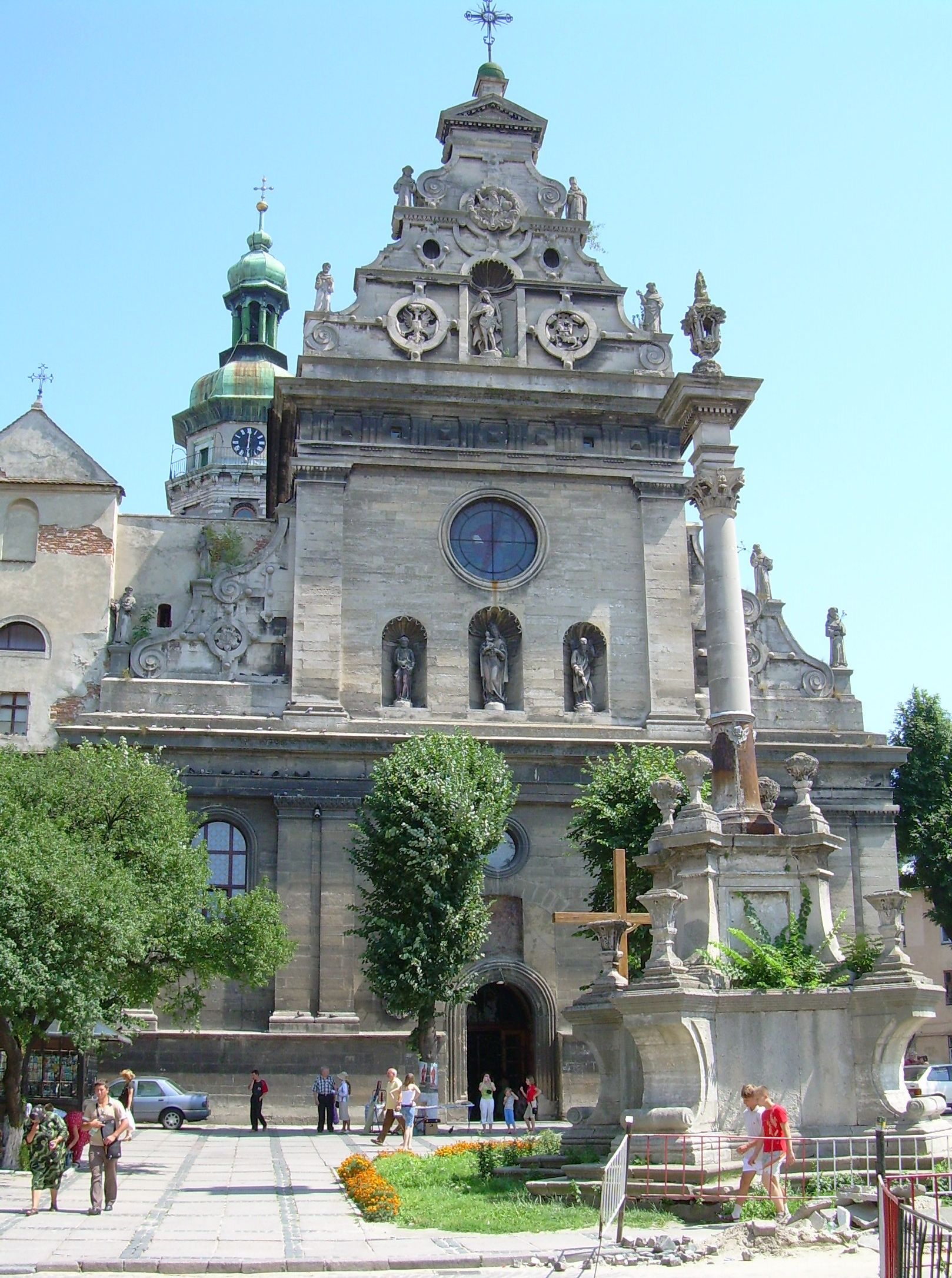
Костел Бернардинів

№ 1 — будинок споруджений 1902 року за проєктом львівського архітектора Карела Боубліка у стилі бароко. Декор його проєктував архітектор Едгар Ковач. Пам'ятка архітектури місцевого значення № 29. На першому поверсі містилася аптека доктора Яна Поратинського, що протягом 1902—1939 років мала назву «Під угорською короною», модерністичний інтер'єр якої зберігся дотепер. За Польщі в цьому будинку також працювала перукарня Ставяжа. Аптека працює дотепер, а саме аптечний магазин мережі аптек «D.S.» та інтерактивний музей «D.S. Таємна аптека».
№ 2 — кам'яниця, збудована у 1901—1902 роках за проєктом львівського архітектора Карела Боубліка на замовлення Якуба Піперс-Поратиньського у стилі бароко. За Польщі в будинку містилися магазини: кухонного посуду Рехлера, швейних машин «Зінгер», трико і панчіх Паули Берґшайн, а також гуртовий продаж вудженини Пужинської, перукарня Ґольдмана та журнальна крамниця. В цій кам'яниці у 1893—1926 роках мешкав відомий польський художник Тадеуш Рибковський. Ще наприкінці 2000-х років тут містився офіс компанії «Інформаційні системи» та кафе-бар «На Соборній». Кафе-бар залишився, а колишнє приміщення телекомунікаційної компанії нині займають ресторація «Львівська мануфактура кави» та кафе «Селфікава». Будинок несений до Реєстру пам'яток архітектури місцевого значення під охоронним № 30-м.
№ 2-А — наріжна кам'яниця, збудована у 1901—1902 роках за проєктом львівського архітектора Карела Боубліка на замовлення Якуба Піперс-Поратиньського у стилі бароко. За Польщі в будинку містилися бухгалтерсько-ревізійне бюро Рудольфа Ґоровиця та бюро юридичної допомоги Людвика Бачинського. Протягом 1906—1914 та 1921—1927 років тут було розташоване Консульська агенція Французької республіки. У 1950-х роках тут була швейна артіль «Трудовик», 1960—1990 роках — дитяче ательє «Зірочка». До 2016 одне з приміщень займало відділення «Родовід банку», у 2016—2018 роках — магазин «Взуття», нині стоїть пусткою. Інше приміщення ще до 2018 року займало дитяче ательє, нині тут «Бігос паб». Будинок внесений до Реєстру пам'яток архітектури місцевого значення під охоронним № 31-м.
№ 3 — житловий будинок, в якому за Польщі містилися цукерня Пастернака та магазин зброї Копчинської, у 1950-х роках — майстерні з ремонту музичних інструментів та шкіряних виробів і панчіх «Капрон», у 1960—1980-х роках — майстерня з ремонту годинників і слюсарсько–механічна майстерня з виготовлення замків та ключів. Нині тут ювелірні салони «Каштан» та «Дімакс» і майстерня «Ключі». Будинок внесений до Реєстру пам'яток архітектури місцевого значення під охоронним № 869-м.
№ 3-А — комплекс колишнього Бернардинського монастиря з храмом Святого Андрія, двома вежами, колоною Святого Яна з Дуклі та криницею, ротонда над котрою, виконана у вигляді відкритої арочної альтанки, увінчаної куполом зі скульптурою святого Яна з Дуклі. Будинок є пам'яткою архітектури місцевого значення № 341. До складу комплексу також входять будинки Центрального державного історичного архіву України у Львові та інституту «Укрзахідпроектреставрація».
№ 5 — будівлю споруджено у 1860-х роках. Тут містилися ресторан Хамайдеса та готель «Варшавський» Мошквіча. Останній проіснував до 1960-х років, пізніше перетворений на гуртожиток для військових. Нині цю адресу має салон-перукарня «Гламур». Будинок внесений до Реєстру пам'яток архітектури місцевого значення під охоронним № 565-м.
№ 6 — будівля Головної військової команди Галичини, споруджена у 1839-1840 роках за проєктом архітекторів Флоріана Ондерки та Вільгельма Шміда. Триповерховий будинок комендатури є типовим прикладом стилю бідермаєр. За часів Австро-Угорщини тут містився XI корпус австрійського війська, у міжвоєнний період — командування львівського округу VI корпусу польського війська, від 1944 року — Військова комендатура львівського гарнізону. Будинок внесений до Реєстру пам'яток архітектури місцевого значення під охоронним № 566-м.
№ 7 — шестиповерхова будівля колишнього готелю «Краківський» була збудована у 1913—1914 роках за проєктом львівського архітектора Міхала Лужецького (за участі Едмунда Жиховича) у стилі сецесії, на місці старого однойменного готелю. За Польщі цю адресу мали фотоательє «Маріон» та перукарня Смоляни. За радянських часів — Апеляційний суд Львівської області та Львівський науково-дослідницький інститут судових медичних експертиз. Від 1990-х років одне з приміщень першого поверху займала крамниця львівської фабрики паперово-білових виробів «Бібльос». Будинок внесений до Реєстру пам'яток архітектури місцевого значення під охоронним № 33-м.
№ 9 — від радянського часу — палата адвокатів Личаківського району м. Львова та салон краси «ЧешуЯ». Будинок внесений до Реєстру пам'яток архітектури місцевого значення під охоронним № 34-м.
№ 10 — житловий будинок. За Польщі тут містився квітковий салон «Флоріанка». У 1950-х роках тут працювала майстерня ремонту взуття, у 1960—1990-х — магазин «Спорттовари», у 1990-2000-х роках — продуктова крамниця «Домашній магазин», магазин «Швейні машини» та салон мобільного зв'язку «Life». Згодом сервісний центр «Бош», магазин «Щирецькі ковбаси» та крамниця дешевих товарів «Все від 1 гривні». Приміщення, яке займали «Щирецькі ковбаси», нині орендує салон взуття «Подіум». Будинок внесений до Реєстру пам'яток архітектури місцевого значення під охоронним № 35-м.
№ 11 — за Польщі тут містився магазин електротехнічних товарів Дрешера, а за радянських часів — магазин «Посуд і господарські товари». Нині — «Млинці на площі Бернардинів», крамниця одягу «XXL» та кав'ярня-магазин «Чоколядка». Будинок внесений до Реєстру пам'яток архітектури місцевого значення під охоронним № 36-м.
№ 12 — за Польщі будівлю займали підприємство з виробництва килимових доріжок Сємяновського та магазин кухонного посуду Шімеля. У 1950—1960 роках — артіль «Соцбуд», перукарня та ремонт трикотажних виробів. Комерційні приміщення першого поверху нині займають аптека «Біомед» та паб «Lawson». Будинок внесений до Реєстру пам'яток архітектури місцевого значення під охоронним № 37-м.
№ 12-А — до 1939 року тут містилися магазин парфумів Енґелькрайса і Шорра та фабрика металевих ліжок Возачинського, а за радянських часів — магазин «Овочі». У 2001—2004 роках кам'яницю перебудували. Нині тут міститься офісний центр. Будинок внесений до Реєстру пам'яток архітектури місцевого значення під охоронним № 1222-м.
№ 14, 15 — в кам'яниці під № 14 містився готель «Палас», котрий після 1944 року мав назву — готель «Колгоспний». Також у 1950-х роках цю ж адресу мала шашлична, а у 1960—1980 роках — магазин «Риба». В будинку під № 15 до 1939 року містився магазин офісних меблів Возачинського. Будинки внесені до Реєстру пам'яток архітектури місцевого значення під охоронними № 1223-м та 567-м відповідно. У 2007—2008 роках обидва будинки були розібрані, а 2014 року на цьому місці зведено будівлю, в якій міститься ТЦ «Роксолана».
№ 16 — Галицький ринок. 1891 року львівська міська рада з метою влаштування міського ринку викупила земельні ділянки Бесядецьких та Саврацького на межі Галицької там Бернардинської площ. Наступного року віденська фірма «Енд та Горн» здійснила будову взірцево обладнаного ринку, компактно розташованого в щільній забудові центральної частини міста. Так з'явився ринок Галицького передмістя Львова, відомого нині, як Галицький ринок.
№ 17 — кам'яницю зведено 1875 року за проєктом львівського архітектора Міхала Фехтера для товариства львівських столярів. За Польщі тут містилися ювелірний магазин Банка, книгарня Лаского, магазин кухонного посуду Кацера і пошиття білизни «Centrum», у 1950-х роках — майстерня з ремонту годинників. Ще за радянських часів на першому поверсі будинку відкрито магазин «Промтовари», що був закритий наприкінці 1990-х років і віттоді стояв пусткою. 22 грудня 2017 року Львівська міська рада продала на аукціоні цей будинок. Відповідно, бюджет міста поповнився на 460 688 гривень, а в будинку з'явився тепер новий власник.

## Пам'ятники
- Колона Святого Яна з Дуклі.
- На площі Соборній у міжвоєнний період планувалося спорудження пам'ятника генералові Тадеушу Розвадовському. 18 червня 1930 року утворили комітет з будівництва пам'ятника, але ідею так і не було реалізовано[22].
- На площі планувалося встановлення монументу до 20-ліття «возз'єднання» українських земель. З 15 травня до 15 листопада 1956 року проведено відповідний конкурс проєктів, обрано переможців. Сам процес спорудження монументу затягувався і лише 20 березня 1969 року Рада Міністрів УРСР видала постанову «Про спорудження в місті Львові монумента на честь возз'єднання українських земель в єдиній Українській радянській соціалістичній державі», але монумент так і не було споруджено, а лише на фасаді будинку на площі Соборній, 1, була встановлена пам'ятна таблиця з білого мармуру, на якій було написано: «У назві цієї площі увічнено велику історичну подію — возз'єднання в єдиній Українській радянській державі всіх українських земель»[23].

## Меморіальні, пам'ятні таблиці
На стіні вежі-дзвіниці колишнього Бернардинського монастиря 16 травня 1956 року, з нагоди 20-ліття сутичок робітників з поліцією під час похорону безробітного Владислава Козака у квітні 1936 року, була встановлена пам'ятна таблиця з сірого граніту із написом: «На цій площі 16 квітня 1936 р. поліцією була розстріляна масова антифашистська демонстрація трудящих Львова».
22 січня 2003 року на фасаді будівлі Військової комендатури львівського гарнізону встановлено пам'ятну таблицю (скульптор Іван Самотос), яка сповіщає про те, що тут у листопаді 1918 року працював перший комендант Львова полковник Микола Маринович. На фасаді будинку, на площі Соборній, 11 встановлено меморіальну таблицю, яка сповіщає про те, що тут у 1955—1969 роках мешкав єпископ—сповідник віри, місцеблюститель УГКЦ, Блаженний Василій Величковський.

## Музеї
В будинку на площі Соборній, 1 розташований інтерактивний музей «D.S. Таємна аптека». У будинку під № 11 у жовтні 2007 року відкрито та посвячено музей блаженного священномученика Василя (Величковського). Музей розташовано у квартирі під № 3, в якій упродовж 1955—1969 років мешкав о. Василь Величковський.